# 小朝拝
小朝拝（こちょうはい/こぢょうはい/こじょうはい）とは、古代日本において、元日の朝賀の後に大臣以下公卿・殿上人が天皇に拝謁する儀式。なお、読み方については古くから諸説あったとされている。
朝賀が大極殿にて文武百官が天皇を迎える儀式であるのに対して、小朝拝は昇殿を許されたごく一部の上級貴族にのみ参加を許された儀式であった。このため、醍醐天皇－藤原時平体制下で醍醐天皇から「王者に私なし。此の事これ私礼なり」と非難され、延喜5年（905年）から14年間廃止された時期があった。
文徳天皇の頃から行われとされ、後に朝賀と小朝拝が毎年交互に行われる慣例が成立した。醍醐天皇が小朝拝の私的性格を批判してこれを一時廃したのは前述の通りである。だが、朝賀の衰退により藤原時平没後の延喜19年（919年）に右大臣藤原忠平が臣下の奏請として天皇に再開を迫りこれを認めさせた。一条天皇の頃になると、朝賀が廃絶され、代わりに小朝拝が毎年の恒例行事となる。応仁の乱で中断したものの、後土御門天皇が延徳2年（1490年）に元日節会とともに真っ先に復興させ、明治維新後も朝拝の儀として続けられ、明治14年からは参列者に夫人同伴が許されるようになった。
朝賀の後、供御薬儀を挟んで清涼殿の東廂に御椅子を立てて上卿以下六位（六位蔵人が昇殿の下限）までが弓場殿（射場殿）の前で位階ごと（『雲図抄』によれば、清涼殿正面に公卿と四・五位・六位の計3列）に列を連ねて列立する。上卿から蔵人頭を通じて天皇に小朝拝のために参内したことが奏上された後に、天皇が母屋の御簾を垂れて出御して御椅子に着席すると、天皇から見て最前列にあたる公卿の列を皮切りとして上卿以下が袖を連ねて明義門・仙華門から清涼殿の庭中に参入して列立（王卿・四位・五位・六位が各1列ずつ）した後に拝舞したという。